# José Henrique
José Henrique Rodrigues Marques, noto anche con lo pseudonimo di Josè Henrique (Seixal, 18 maggio 1943), è un ex calciatore portoghese, di ruolo portiere.

## Carriera
Con il Benfica vinse otto campionati portoghesi (1967-1968, 1968-1969, 1970-1971, 1971-1972, 1972-1973, 1974-1975, 1975-1976, 1976-1977) e tre Coppe di Portogallo (1968-1969, 1969-1970, 1971-1972).
Nel 1971 è in forza ai canadesi del Toronto Metros, nuova franchigia della North American Soccer League, con cui ottiene in campionato il terzo posto nella Northern Division.